# Lasionycta perpura
Lasionycta perpura là một loài bướm đêm trong họ Noctuidae.